# Buffalora
Buffalora is een plaats (frazione) in de Italiaanse gemeente Brescia.